# 库拉卡
勾罗迦（奇楚瓦語：或勾落）是艾柳的判官，在印加时期具有免税、一夫多妻等特殊权利。他们的地位相当于皇帝以下四级，具有确保地方被庇佑的神职。历史上西班牙人曾将不同的政体叫做“勾罗迦域”（西班牙語：curacazgo）。